# Rubén Maturano
Rubén Antonio Maturano Ruiz (* 11. Januar 1945 in Mexiko-Stadt; † 2. August 2024 in Guadalajara), allgemein bekannt unter seinem verkürzten Namen Rubén Maturano, war ein mexikanischer Fußballspieler und -trainer.

## Leben
Während seiner aktiven Zeit spielte Maturano in der Liga Española de Fútbol, der wichtigsten Amateurliga im Hauptstadtbezirk.
Als Trainer arbeitete er 24 Jahre lang als Assistent seines langjährigen beruflichen Weggefährten Ignacio Trelles, mit dem er die Meisterschaften der Spielzeiten 1978/79 und 1979/80 mit dem CD Cruz Azul gewann. Außerdem war Maturano in den frühen 1990er-Jahren selbst als Cheftrainer bei Mannschaften wie Santos Laguna und CD Zacatepec im Einsatz.